# Contea di Waterford
Waterford (Pórt Láirge in gaelico irlandese, Contae Phort Láirge esteso) è una contea irlandese che prende il nome dall'omonima città. È situata nella parte meridionale dell'Irlanda. Confina con Cork, Tipperary, Kilkenny e Wexford, che la circondano 
da ovest ad est, mentre a sud si affaccia sul Mare Celtico.

## Toponomastica
Il nome della contea deriva direttamente da quello del suo capoluogo, Waterford. Il nome, probabilmente, è l'anglicizzazione dell'antica forma norvegese Veðrafjǫrðr, il cui significato è abbastanza incerto e può essere o "fiordo della pecora" o "fiordo ventoso". La provenienza del toponimo non deve stupire, in quanto l'area era stata insediata e colonizzata per molto tempo da popolazioni vichinghe, specialmente danesi.
Il corrispettivo gaelico è invece Port Láirge, che non ha nulla da condividere né con la parola inglese né con l'antico toponimo norreno, sia a livello di assonanza che di significato, dato che significa semplicemente "spiaggia collinosa".

## Topografia
Il territorio di Waterford si estende per un'area di 458.108 acri (1.837 km²).

### Coste e isole

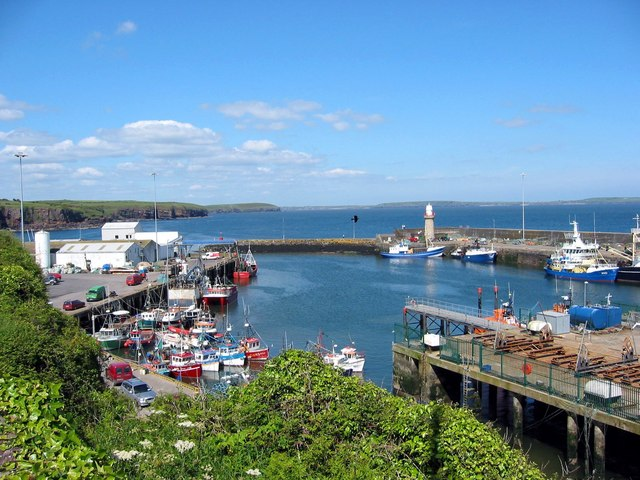
Il porto di Dunmore East su un tratto di costa alternato da scogli e insenature naturali

Nonostante segua un andamento abbastanza regolare, la costa è tuttavia spesso rocciosa e indentata, creando piccole ma numerose baie, la principale Waterford Harbour dove è situata Waterford City; le altre sono la Baia di Tramore, con scogliere pittoresche e cave di dimensioni considerevoli, tristemente note per i disastri navali, Dungarvan Harbour, molto frequentata come rifugio in caso di tempo cattivo, e Youghal Harbour, che separa la contea da Cork.
I principali promontori, partendo da ovest, sono Ram Head vicino Ardmore, Mine Head ed Helvick Head che delimitano la quasi interamente rocciosa Baia di Muggort, Ballyvoyle Head, Dunabraftin Head, Great Newtown Head vicino alla spiaggia di Tramore ed infine Brownstown Head.
Non ci sono isole al largo della costa di Waterford.

### Orografia

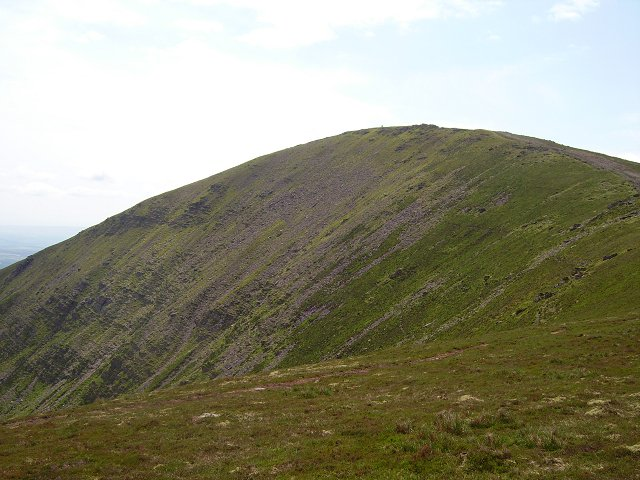
Il brullo Knockmealdown

La superficie della contea si innalza nella parti interne abbastanza considerevolmente, offrendo gradevoli paesaggi naturali, specialmente nella parte settentrionale e di nord-ovest. I Knockmealdown, con un'altezza di circa 700 m, formano il confine col Tipperary.
A sud di Dungarvan c'è una catena montuosa piuttosto bassa, ma molto aspra, chiamata Drum Hills. Il resto di Waterford è quasi interamente pianeggiante

### Idrografia

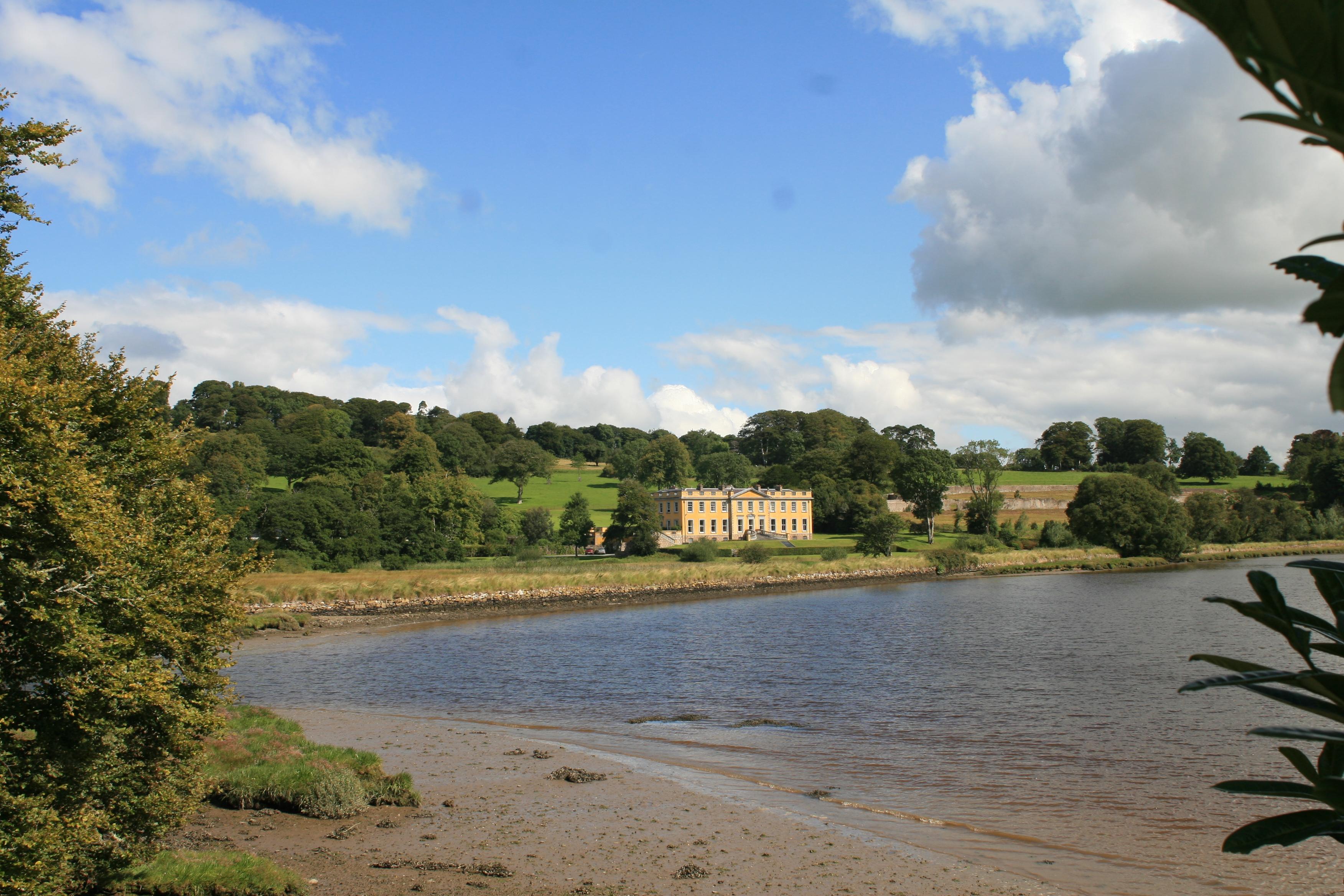
Il Blackwater e la Ballyntray House

Sebbene Waterford tragga un certo beneficio dalla navigabilità dei fiumi vicini, l'unico fiume maggiore è il Blackwater. Questo fiume è famoso per la pesca del salmone, e, particolarmente nel tratto tra Cappoquin e Lismore, scorre tra delle sponde alte e ben costruite che contrastano con le montagne sullo sfondo. Entra nella contea ad ovest nei pressi di Fermoy, e scorre ad est di Cappoquin, dove inizia il tratto navigabile, dove gira all'improvviso verso sud, per sfociare in mare vicino Youghal.
Il Waterford Harbour potrebbe benissimo essere indicato come l'estuario di tre importanti fiumi, il Suir, il Nore ed il Barrow, ma nessuno degli ultimi due bagna minimamente la contea. Il Suir invece scorre marginalmente per 14 km da Clonmel, e forma il confine settentrionaloecon Tipperary e Kilkenny.

## Storia

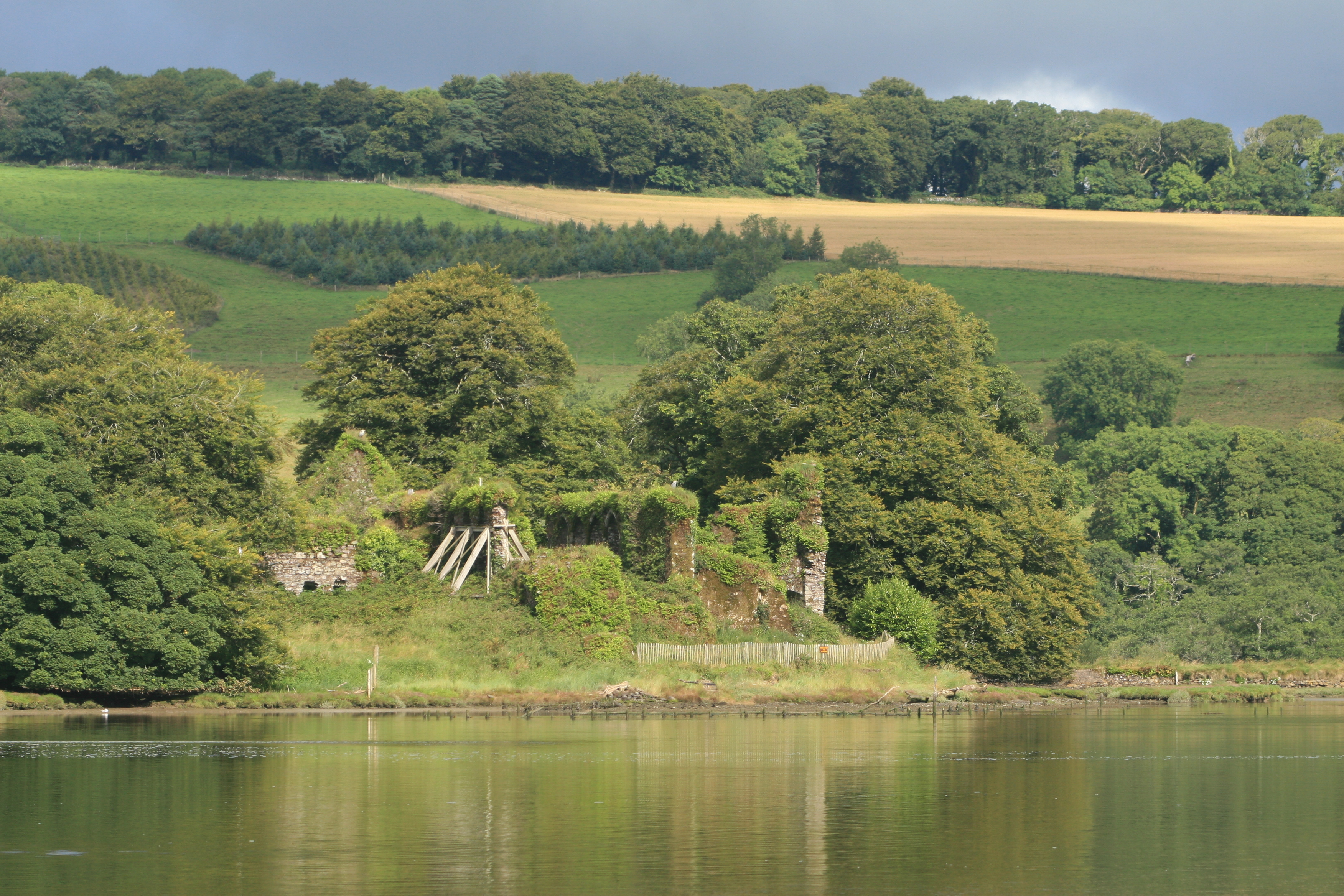
Abbazia di Molana

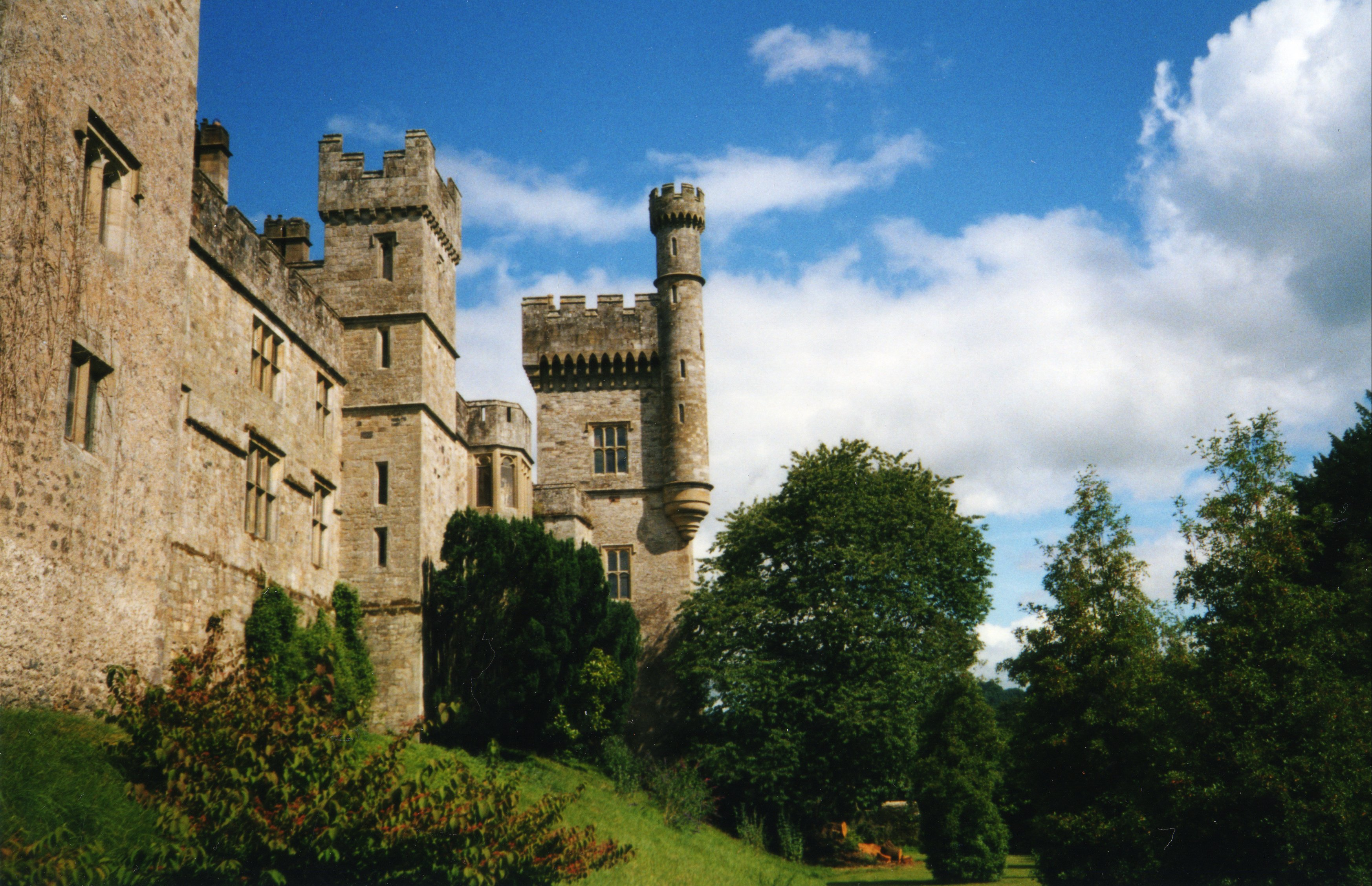
Castello di Lismore

La storia di Waterford è strettamente connessa alle invasioni vichinghe avvenute nel Medio Evo irlandese. Nel IX secolo infatti delle tribù danesi si fermarono con la loro flotta nelle insenature costiere locali, trovandole ideali per passare l'inverno. Questo permise lo stanziamento successivo permanente dei Vichinghi che fondarono, infatti, la prima città d'Irlanda, Waterford appunto.
Dopo la cacciata dei vichinghi dall'isola, la contea tornò a far parte degli antichi regni gaelici prima e del dominio inglese successivamente.
Si pensa che Waterford fu una delle prime contee create dagli inglesi, esattamente una delle prime dodici formate al tempo del regno di Re Giovanni e annesse direttamente all'autorità della Corona. La città di Waterford e la relativa contea furono senz'altro, per la loro posizione favorevole allo sbarco, il punto di partenza di varie spedizioni intraprese nell'isola per sedare tribù ribelli o poco fedeli.
Nel 1444 gran parte della contea fu affidata a James conte di Desmond e 3 anni dopo a John Talbot, I conte di Shrewsbury. La ribellioni di Desmond durante l'era elisabettiana e le successive guerre durante la riconquista di Oliver Cromwell segnarono profondamente la storia di Waterford.
In tempi preistorici l'area era sicuramente abitata, come dimostrano vari siti archeologici, forti in pietra, cromlech e reliquie simili. Ad Ardmore, proprio sul mare da Ram Head, c'è una torre circolare con varie fortificazioni e segni umani antichi.
Tra i vari manieri merita menzione senz'altro il Castello di Lismore, originariamente costruito nel 1185, ma oggi in gran parte ricostruito successivamente.
I resti ecclesiastici principali riguardano l'antica Cattedrale di Ardmore, parte di un antico monastero ed oratorio del VII secolo fondato da san Declano e abolito nel XII secolo. Altro monastero interessante è quello di Mount Melleray, fondato vicino Cappoquin nel 1830 da Trappisti che erano stati scacciati dalla Francia.

## Politica

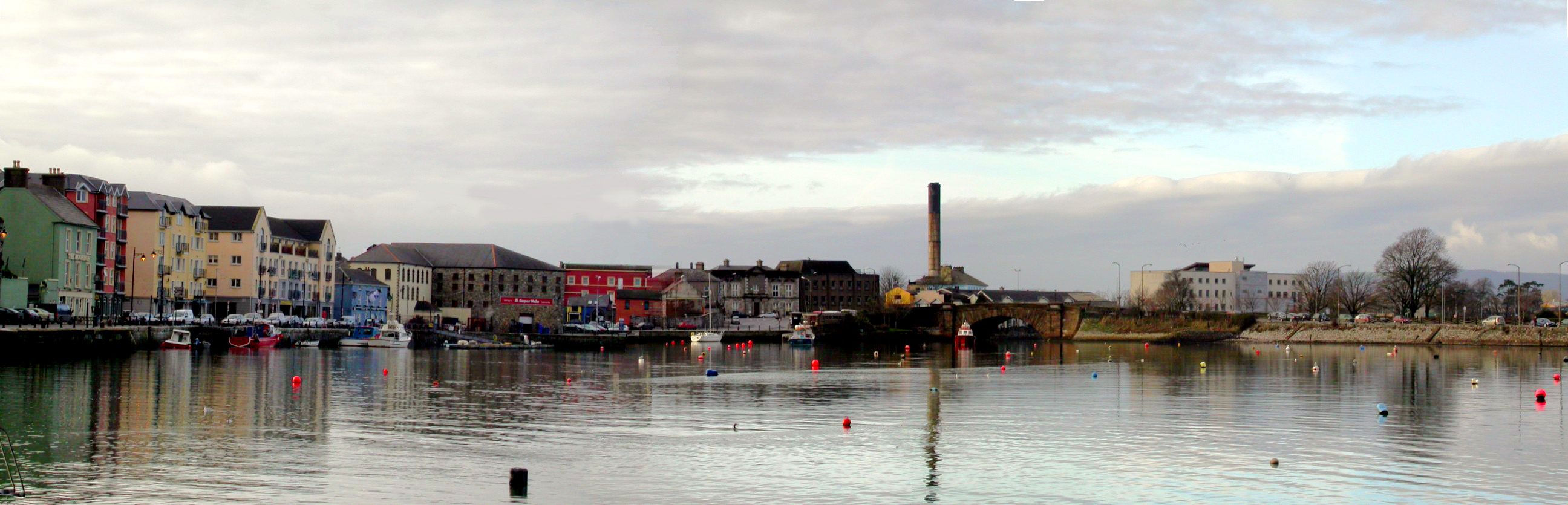
Dungarvan, sede del Consiglio di Contea; l'edificio amministrativo è il primo a destra.

La contea è una delle 29 suddivisioni amministrative della Repubblica d'Irlanda; il capoluogo (county town) è Dungarvan.

L'area è divisa in cinque distretti elettorali:
- Dungarvan
- Kilmacthomas
- Lismore
- Suir
- Tramore

Le cittadine di Dungarvan, Lismore e Tramore hanno un proprio Town Council con dei poteri autonomi parzialmente. La gaeltacht all'interno del distretto di Dungarvan, Údarás na Gaeltachta, ha un proprio apparato amministrativo con alcune competenze indipendenti destinate all'amministrazione delle peculiarità culturali e linguistiche dell'area.

## Economia, trasporti e infrastrutture

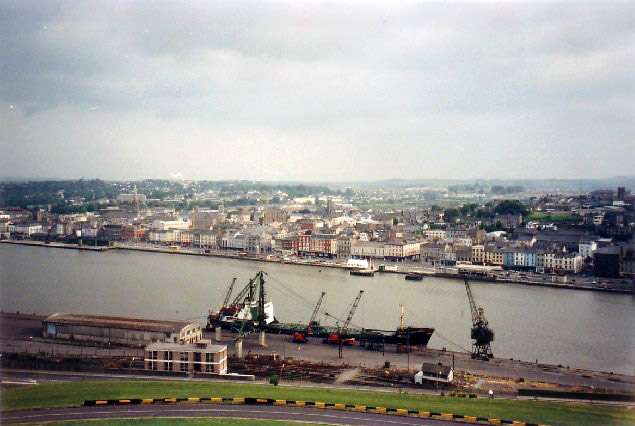
La banchina di Waterford con dietro la città, cuore pulsante dell'economia della propria contea

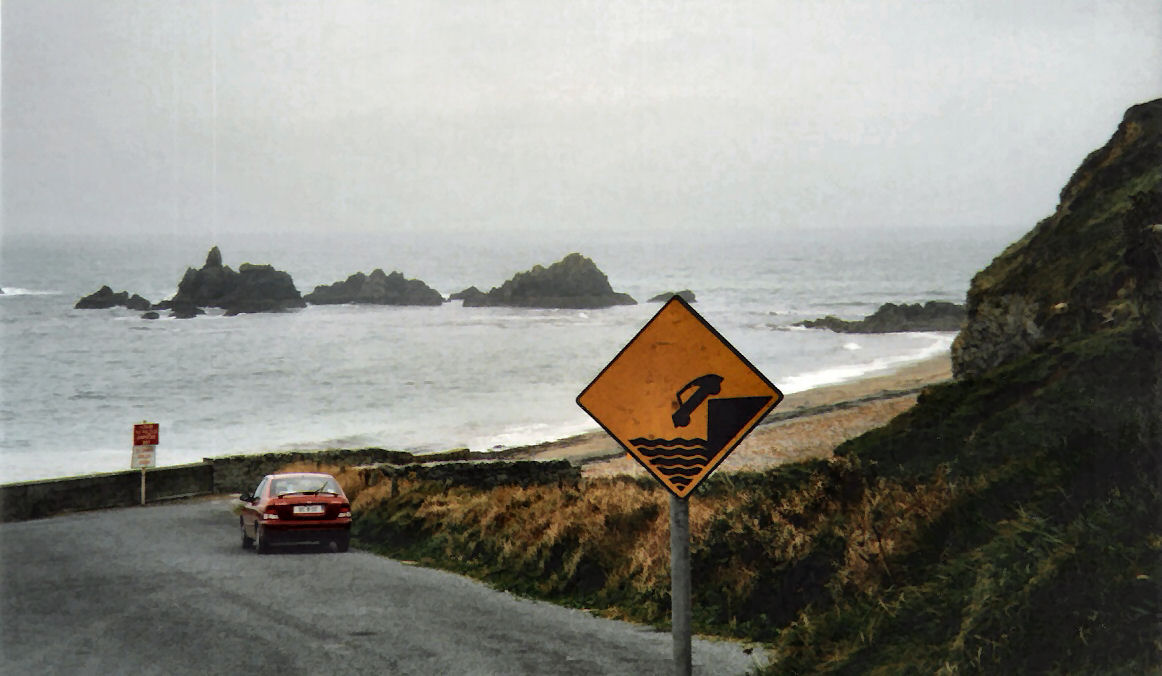
La spiaggia di Tramore, molto apprezzata da turisti e amanti della natura per la costa frastagliata, fa notare anche le strade minori molto impervie e relativamente scadenti

Fondata nel 1783, la Waterford Crystal è la principale compagnia della contea, rinomata in tutto il mondo come una delle principali produttrici di cristalli lavorati a mano. Con un terreno di 40 acri e una fabbrica ben avviata, la Waterford Crystal impiega circa 1.600 persone. Le aree urbane di Waterford hanno accresciuto lo sviluppo del loro settore terziario, specialmente nel commercio e negli affari. Altre industrie della contea includono ingegneria di precisione e il settore manifatturiero, soprattutto in ambito edile. 
L'agricoltura, settore economico tradizionale della contea che ha sempre fornito buone piantagioni di cereali e pascoli per allevamenti, si è sviluppato notevolmente favorendo l'insediamento di industrie alimentari, specialmente per la carne, il formaggio ed altri cibi tipici.
Pur non essendo una delle contee più apprezzate turisticamente, anche il turismo è importante, dato che la contea offre scenari costieri molto apprezzati, paesaggi rurali e interessanti siti archeologici.
Le compagnie d'oltre mare come Smithkline Beecham, Bausch & Lomb, Allied Signal ed Hasbro hanno sedi distaccate a Waterford, scelta per il suo eccellente porto locale e per la sua posizione che consente un facile trasporto delle merci.
A livello di infrastrutture per i trasporti, la contea è una delle migliori tra quelle periferiche. Situata a solo un'ora circa di tragitto dall'Europorto di Rosslare nella vicina contea di Wexford e ad un'ora dall'altro porto di Ringaskiddy nella contea di Cork, può anche contare in ambito marittimo dei suoi porti locali, specialmente quello di Waterford. A livello aereo c'è un impianto modesto ma ben servito, il Waterford Airport, che è collegato agli altri aeroporti nazionali ed impianti britannici con voli giornalieri. I voli internazionali possono essere effettuati solo dall'Aeroporto di Dublino, invece, distante circa 2 ore di tragitto.
A livello ferroviario e stradale, la contea è collegata dalla Iarnród Éireann alle località principali nazionale come Dublino, Rosslare e Limerick. La Bus Éireann, invece, gestisce sia un servizio di bus locale che nazionale. 
Le strade principali convergono tutte verso Waterford e sono la N9-N10 proveniente da Kilkenny/Carlow, la N25 proveniente da Cork e Dungarvan che poi arriva fino a Rosslare, la N24 proveniente da Limerick.
Le strade minori soffrono della situazione di degrado che vede interessata gran parte delle strade irlandesi.

## Luoghi importanti
I principali insediamenti della contea sono:
Waterford, unica città e capoluogo
- Ardmore
- Dungarvan
- Dunmore East
- Lismore
- Tramore